# The Shapeshifters
Pour les articles homonymes, voir Shapeshifter.
The Shapeshifters [ðə ˈʃeɪpˌʃɪftə(ɹ)z] est un groupe de musique électronique anglais, basé à Londres. Il est composé de Simon Marlin, un britannique, et de Max Reich, originaire de Göteborg en Suède. Le groupe a été fondé en 2003.
Les Shapeshifters sont connus aux États-Unis sous le nom de Shape:UK, en partie à cause d'un conflit avec le groupe de hip-hop de Los Angeles Shape Shifters, ces derniers ayant légalement déposé ce nom. Le groupe utilise cependant le nom « Shapeshifters » en dehors des États-Unis.

## Biographie
Leur premier single intitulé Lola's Theme est sorti en juillet 2004 et les a propulsé sur le devant de la scène. Le morceau était à l'origine une promo instrumentale et a été inspirée par la femme de Simon, Lola. Leur deuxième single sorti en mars 2005, Back To Basics, a atteint la 10e place au Royaume-Uni. L'album Sound Advice est sorti aux États-Unis en septembre 2006 sous le nom de Shape:UK. En 2006, ils sortent également le single Incredible. En 2008, après quatre années avec Positiva Records, les Shapeshifters ont signé chez Defected Records. En juillet 2009, les Shapeshifters ont sorti Young Dubs EP qui comprenait Sideways et Nocturnal. En 2010, ils sortent le titre Helter Skelter, sous le label Defected. Ce titre sera répertorié dans de nombreuses compilations. La même année, ils remixèrent également Broken Arrow de Pixe Lott et Looking Forward de Jason Chance et Michelle Weeks. En 2011, ils sont de retour avec Waiting For You toujours sur Defected Records, ainsi qu'avec un remix de Cee Lo Green intitulé Bright Lights Bigger City. En 2012, ils sont de retour avec Only You. En 2013, Frankie Knuckles's Directors Cut, leur grand ami depuis longtemps, remixa l'incontournable Back To Basics. Comme DJs, les Shapeshifters jouent dans divers endroits du monde et ont une résidence pour Defected au Pacha.

## Discographie

### Albums et singles
| Année | Album                                      | Classement des ventes |
| Année | Album                                      | Royaume-Uni           |
| ----- | ------------------------------------------ | --------------------- |
| 2004  | Shapeshifters Present House Grooves        | —                     |
| 2005  | Shapeshifters Present House Grooves Vol. 2 | —                     |
| 2006  | Sound Advice                               | 76                    |

| Année | Single                       | Classement des ventes | Classement des ventes | Classement des ventes | Classement des ventes | Classement des ventes | Album          |
| Année | Single                       | Royaume-Uni           | Australie             | Pays-Bas              | Suisse                | Finlande              | Album          |
| ----- | ---------------------------- | --------------------- | --------------------- | --------------------- | --------------------- | --------------------- | -------------- |
| 2004  | Lola's Theme                 | 1                     | 35                    | 13                    | 31                    | 9                     | Sound Advice   |
| 2005  | Back To Basics               | 10                    | 62                    | 17                    | 49                    | 5                     | Sound Advice   |
| 2006  | Incredible                   | 12                    | 62                    | 30                    | 73                    | 2                     | Sound Advice   |
| 2006  | Sensitivity (featuring Chic) | 40                    | —                     | 21                    | —                     | —                     | Sound Advice   |
| 2007  | Pusher                       | 52                    | —                     | —                     | —                     | —                     | Do Not Disturb |
| 2007  | New Day                      | 52                    | —                     | —                     | —                     | —                     | Do Not Disturb |
| 2010  | She Freaks                   | -                     | -                     | -                     | -                     | -                     |                |

## Référence
- (en) Cet article est partiellement ou en totalité issu de l’article de Wikipédia en anglais intitulé « The Shapeshifters » (voir la liste des auteurs).